# Paul Kempf
Paul Friedrich Ferdinand Kempf, född 3 juni 1856 i Berlin, död 16 februari 1920, var en tysk astronom.
Kempf blev 1878 assistent, 1886 observator och 1894 huvudobservator vid astrofysikaliska observatoriet i Potsdam. Han utförde bland annat värdefulla arbeten över Jupitersmassan, över nebulosor och stjärnhopar samt meteorologiska observationsarbeten.
Hans viktigaste arbeten var emellertid de, som utfördes i förening med Gustav Müller. Dessa båda astronomer publicerade tillsammans i olika facktidskrifter en mängd astrofysikaliska avhandlingar, särskilt över variabla stjärnor, samt de i Potsdamobservatoriets publikationer intagna stora verken: Wellenlängen von 300 Linien im Sonnenspektrum (1886), Untersuchungen über die Absorption des Sternenlichtes in der Erdatmosphäre, angestellt auf dem Aetna und in Catania (1898) och Photometrische Durchmusterung des nördlichen Himmels (fem band, 1894-1906), det sistnämnda innehållande noggranna fotometriska undersökningar och färgbestämningar för alla fixstjärnor t.o.m. storleksklassen 7,5.